# Macarena Gómez
Macarena Gómez Traseira (Córdoba, 2 de febrero de 1978) es una actriz española, conocida por su papel de Lola Trujillo en la serie La que se avecina (2007-presente) y por protagonizar la película de comedia de terror Sexykiller, morirás por ella (2008). Además, fue nominada en los Premios Goya como mejor interpretación femenina protagonista por su trabajo en Musarañas (2014).

## Biografía
Macarena nació en Córdoba el 2 de febrero de 1978 y es hija de padres leoneses, médicos de profesión. Además, es sobrina-nieta del escritor Antonio Pereira. Estudió la segunda mitad del bachillerato en Estados Unidos y luego viajó a Londres para estudiar Arte Dramático durante tres años.

## Trayectoria profesional
Se hizo popular después de interpretar a una drogadicta en la miniserie para televisión Padre coraje, aunque antes ya había tenido su primer papel importante en cine en la película Dagon: la secta del mar. Ha participado en diversas series de televisión como Hospital Central, Palomitas o Canguros. Desde el año 2007 trabaja en la serie de Telecinco, La que se avecina, donde interpreta a Lola Trujillo Pacheco, personaje que le ha dado gran popularidad y con el que saltó a la fama.
En octubre de 2008 estrenó la película Sexykiller, morirás por ella como protagonista y en 2010 Carne de neón, del guionista y director Paco Cabezas, basado en un cortometraje de 2005 del mismo nombre. También participó en un videoclip del cantautor español Melendi, «Novia a la fuga». En su trayectoria cinematográfica destacan las películas, Las brujas de Zugarramurdi (2013) y Musarañas (2014), ambas producidas por el cineasta Álex de la Iglesia.
En octubre de 2015 protagonizó El hombre de tu vida junto con José Mota, Paco Tous y Norma Ruiz. En febrero de 2017, comenzó a rodar la serie Sé quién eres de Telecinco, dónde participa en el séptimo episodio en una colaboración especial, donde encarna a Natalia.

## Vida privada
El 6 de marzo de 2013, contrajo matrimonio con su pareja, Aldo Comas. El 3 de abril de 2015 nació su hijo Dante.
En febrero de 2017, el matrimonio denunció el robo de las joyas que lucieron en la ceremonia de entrega de los Premios Goya, todas ellas de la firma Montblanc. Según la pareja, habían entrado en su casa y huido con el botín.

## Filmografía

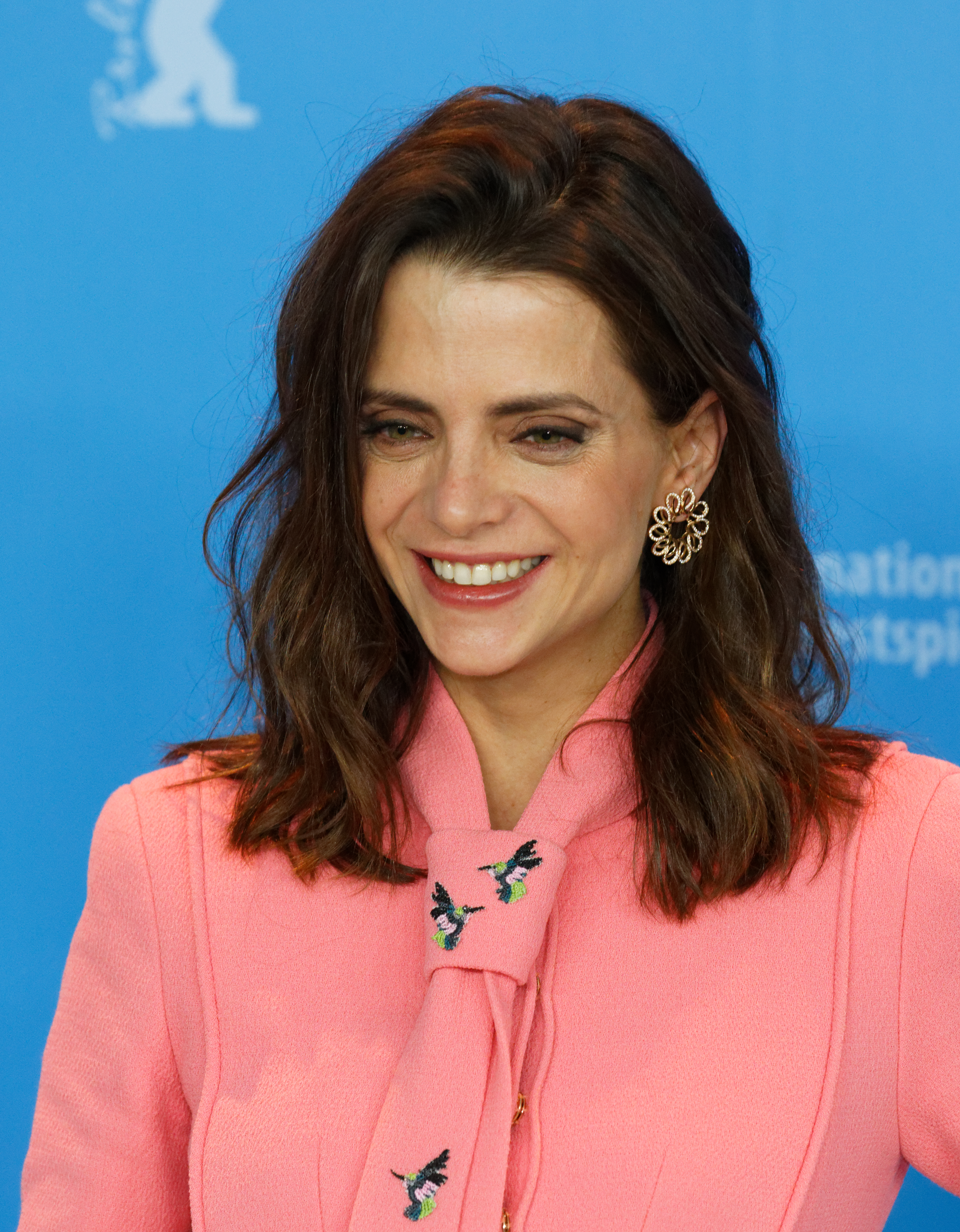
Macarena Gómez en el Festival de Cine de Berlín

### Cine
| Año  | Título                       | Personaje      | Director                        |
| ---- | ---------------------------- | -------------- | ------------------------------- |
| 2001 | Dagon: la secta del mar      | Uxía Cambarro  | Ismael Lobato                   |
| 2003 | Una pasión singular          | Magdalena      | Antonio Gonzalo                 |
| 2003 | No me creo lo que veo        | Camarera       | Nigel Dick                      |
| 2003 | Platillos volantes           | María          | Óscar Aibar                     |
| 2004 | Rapados                      | Ira            | Román Parrado                   |
| 2005 | Hot milk                     | Lula           | Ricardo Bofill Maggiora         |
| 2005 | El Calentito                 | Leo            | Chus Gutiérrez                  |
| 2005 | Diario de un Skin            | Leire          | Jacobo Rispa                    |
| 2005 | 20 centímetros               | Rebeca         | Ramón Salazar                   |
| 2006 | Para entrar a vivir          | Clara          | Jaume Balagueró                 |
| 2006 | La dama boba                 | Nise           | Manuel Iborra                   |
| 2008 | Mejor que nunca              | Vanessa        | Dolores Payás                   |
| 2008 | Sexykiller, morirás por ella | Bárbara        | Miguel Martí                    |
| 2008 | La noche que dejó de llover  | La Rusa        | Alfonso Zarauza                 |
| 2008 | 4000 euros                   | Sofía          | Richard Jordan                  |
| 2010 | Carne de neón                | La Canija      | Paco Cabezas                    |
| 2011 | Verbo                        | Prosak         | Eduardo Chapero-Jackson         |
| 2012 | Holmes & Watson. Madrid Days | Bernabea       | José Luis Garci                 |
| 2012 | Del lado del verano          | Tana           | Antonia San Juan                |
| 2013 | Las brujas de Zugarramurdi   | Silvia         | Álex de la Iglesia              |
| 2013 | Al final todos mueren        | Claudia        | Varios directores               |
| 2014 | Musarañas                    | Montserrat     | Juanfer Andrés y Esteban Roel   |
| 2015 | Los héroes del mal           | Prostituta     | Zoe Berriatúa                   |
| 2016 | Secuestro                    | Raquel         | Mar Targarona                   |
| 2016 | Relaxing cup of coffee       | Extra          | José Semprún                    |
| 2017 | Pieles                       | Laura          | Eduardo Casanova                |
| 2017 | The Black Gloves             | Lorena Velasco | Lawrie Brewster                 |
| 2018 | El fotógrafo de Mauthausen   | Dolores        | Mar Targarona                   |
| 2018 | En las estrellas             | Ángela         | Zoe Berriatúa                   |
| 2019 | El crack cero                | Luisa          | José Luis Garci                 |
| 2019 | Amor en polvo                | Mia            | Suso Imbernón y Juanjo Moscardó |
| 2019 | Los Rodríguez y el más allá  | Natalia        | Paco Arango                     |
| 2020 | 75 días                      | Laura          | Marc Romero                     |
| 2020 | Nadie muere en Ambrosía      | Malai          | Héctor Valdez                   |
| 2021 | Y todos arderán              | María José     | David Hebrero                   |
| 2022 | Todos lo hacen               | Bea            | Hugo Martín Cuervo              |
| 2022 | La piedad                    | Teresa         | Eduardo Casanova                |
| 2022 | Polar                        | MG             | Alberto Palma                   |
| 2023 | El hombre del saco           | Claudia        | Ángel Gómez Hernández           |
| 2023 | Deep Fear                    | María          | Grégory Beghin                  |
| 2023 | Desmadre incluido            | Guadalupe      | Miguel Martí                    |
| 2023 | Mi otro Jon                  | Ella misma     | Paco Arango                     |

### Series de televisión
| Año             | Título                | Personaje                             | Cadena                  | Notas        |
| --------------- | --------------------- | ------------------------------------- | ----------------------- | ------------ |
| 2000            | Raquel busca su sitio | Extra                                 | La 1                    | 1 episodio   |
| 2000            | El comisario          | Asesinada                             | Telecinco               | 1 episodio   |
| 2002            | Hospital Central      | Adela                                 | Telecinco               | 1 episodio   |
| 2002            | Padre Coraje          | Susana Aguilar                        | Antena 3                | 3 episodios  |
| 2003            | La vida de Rita       | Leonor                                | La 1                    | 5 episodios  |
| 2005            | Al filo de la ley     | Gemma                                 | La 1                    | 1 episodio   |
| 2006            | Divinos               | Pochi                                 | Antena 3                | 9 episodios  |
| 2007 - presente | La que se avecina     | María Dolores «Lola» Trujillo Pacheco | Telecinco / Prime Video | ¿? episodios |
| 2011            | Palomitas             | Amiga de Pocoyó                       | Telecinco               | 1 episodio   |
| 2016            | El hombre de tu vida  | Ana María Esteban                     | La 1                    | 1 episodio   |
| 2017            | Sé quién eres         | Natalia                               | Telecinco               | 1 episodio   |
| 2017-2018       | Dorien                | Marta                                 | Playz                   | 4 episodios  |
| 2020-2021; 2023 | 30 monedas            | Mercedes «Merche» Gandía              | HBO España              | 16 episodios |
| 2022-2023       | Sagrada familia       | Blanca                                | Netflix                 | 16 episodios |
| 2025            | Machos alfa           | Adriana                               | Netflix                 | 2 episodios  |

## Premios y nominaciones
| Año  | Premio                                              | Categoría                                           | Trabajo nominado             | Resultado |
| ---- | --------------------------------------------------- | --------------------------------------------------- | ---------------------------- | --------- |
| 2004 | Festival de Málaga Cine en Español                  | Biznaga de Plata a la mejor interpretación femenina | Nieves                       | Ganadora  |
| 2004 | Festival Ibérico de Cinema de Badajoz               | Mejor actriz                                        | Nieves                       | Ganadora  |
| 2006 | Festival de Cine Español de Málaga                  | Biznaga de Plata a la mejor actriz de reparto       | La dama boba                 | Ganadora  |
| 2008 | Premios de la Unión de Actores y Actrices           | Mejor actriz revelación                             | Sexykiller, morirás por ella | Nominada  |
| 2009 | Festival de Fantasporto                             | Mejor actriz                                        | Sexykiller, morirás por ella | Ganadora  |
| 2012 | Festival de Cine de Alicante                        | Tesela de Plata a la mejor actriz                   | Del lado del verano          | Ganadora  |
| 2013 | Premio Ojo Crítico de RNE                           | Mejor actriz de cine                                | Las brujas de Zugarramurdi   | Ganadora  |
| 2014 | Festival de Cine de Alicante                        | Mejor actriz en cortometraje                        | La niña                      | Ganadora  |
| 2015 | Premios Goya                                        | Mejor interpretación femenina protagonista          | Musarañas                    | Nominada  |
| 2015 | Fotogramas de Plata                                 | Mejor actriz de cine                                | Musarañas                    | Nominada  |
| 2015 | Medallas del Círculo de Escritores Cinematográficos | Mejor actriz protagonista                           | Musarañas                    | Nominada  |
| 2017 | Premios Fugaz                                       | Mejor actriz                                        | Behind                       | Nominada  |
| 2021 | Premios Feroz                                       | Mejor actriz de reparto en una serie                | 30 monedas                   | Nominada  |